# 11.ª etapa da Volta a Espanha de 2018
A 11.ª etapa da Volta a Espanha de 2018 teve lugar a 5 de setembro de 2018 entre Mombuey e Ribeira Sacra sobre um percurso de 207,8 km e foi ganhada em solitário pelo ciclista italiano Alessandro De Marchi da equipa BMC Racing. O ciclista britânico Simon Yates da equipa Mitchelton-Scott conservou o maillot de líder.

## Classificação da etapa
| \| Classificação por etapas \| Classificação por etapas \| Classificação por etapas \| Classificação por etapas \| Classificação por etapas \| \| Ciclista \| Ciclista \| Equipe \| Tempo \| \| \| ------------------------ \| ------------------------ \| ------------------------ \| ------------------------ \| ------------------------ \| \| 1. \| Alessandro De Marchi \| BMC Racing Team \| 4h52m38s \| \| \| 2. \| Jhonatan Restrepo \| Katusha-Alpecin \| + 28s \| \| \| 3. \| Franco Pellizotti \| Bahrain-Merida \| + 59s \| \| \| 4. \| Nans Peters \| AG2R La Mondiale \| + 1m24s \| \| \| 5. \| Dylan Teuns \| BMC Racing Team \| + 1m45s \| \| \| 6. \| Tiesj Benoot \| Lotto-Soudal \| + 1m46s \| \| \| 7. \| Rafał Majka \| Bora-Hansgrohe \| + 1m46s \| \| \| 8. \| Nicolas Roche \| BMC Racing Team \| + 1m48s \| \| \| 9. \| Sergio Henao \| Team Sky \| + 1m50s \| \| \| 10. \| Thibaut Pinot \| Groupama-FDJ \| + 1m50s \| \| |                      |                  |          |
| |                      |                  |          |
| Fonte: ProCyclingStats |                      |                  |          |
| Classificação por etapas |                      |                  |          |
| Ciclista | Ciclista             | Equipe           | Tempo    |
| 1. | Alessandro De Marchi | BMC Racing Team  | 4h52m38s |
| 2. | Jhonatan Restrepo    | Katusha-Alpecin  | + 28s    |
| 3. | Franco Pellizotti    | Bahrain-Merida   | + 59s    |
| 4. | Nans Peters          | AG2R La Mondiale | + 1m24s  |
| 5. | Dylan Teuns          | BMC Racing Team  | + 1m45s  |
| 6. | Tiesj Benoot         | Lotto-Soudal     | + 1m46s  |
| 7. | Rafał Majka          | Bora-Hansgrohe   | + 1m46s  |
| 8. | Nicolas Roche        | BMC Racing Team  | + 1m48s  |
| 9. | Sergio Henao         | Team Sky         | + 1m50s  |
| 10. | Thibaut Pinot        | Groupama-FDJ     | + 1m50s  |

## Classificações ao final da etapa

### Classificação geral
| \| Classificação geral \| Classificação geral \| Classificação geral \| Classificação geral \| Classificação geral \| \| Ciclista \| Ciclista \| Equipe \| Tempo \| \| \| ------------------- \| ------------------- \| ------------------------- \| ------------------- \| ------------------- \| \| 1. \| Simon Yates \| Mitchelton-Scott \| 45h57m40s \| \| \| 2. \| Alejandro Valverde \| Movistar Team \| + 1s \| \| \| 3. \| Nairo Quintana \| Movistar Team \| + 14s \| \| \| 4. \| Ion Izagirre \| Bahrain-Merida \| + 17s \| \| \| 5. \| Tony Gallopin \| AG2R La Mondiale \| + 24s \| \| \| 6. \| Emanuel Buchmann \| Bora-Hansgrohe \| + 24s \| \| \| 7. \| Miguel Ángel López \| Astana \| + 27s \| \| \| 8. \| Rigoberto Urán \| EF Education First-Drapac \| + 32s \| \| \| 9. \| Steven Kruijswijk \| LottoNL-Jumbo \| + 43s \| \| \| 10. \| George Bennett \| LottoNL-Jumbo \| + 47s \| \| |                    |                           |           |
| |                    |                           |           |
| Fonte: ProCyclingStats |                    |                           |           |
| Classificação geral |                    |                           |           |
| Ciclista | Ciclista           | Equipe                    | Tempo     |
| 1. | Simon Yates        | Mitchelton-Scott          | 45h57m40s |
| 2. | Alejandro Valverde | Movistar Team             | + 1s      |
| 3. | Nairo Quintana     | Movistar Team             | + 14s     |
| 4. | Ion Izagirre       | Bahrain-Merida            | + 17s     |
| 5. | Tony Gallopin      | AG2R La Mondiale          | + 24s     |
| 6. | Emanuel Buchmann   | Bora-Hansgrohe            | + 24s     |
| 7. | Miguel Ángel López | Astana                    | + 27s     |
| 8. | Rigoberto Urán     | EF Education First-Drapac | + 32s     |
| 9. | Steven Kruijswijk  | LottoNL-Jumbo             | + 43s     |
| 10. | George Bennett     | LottoNL-Jumbo             | + 47s     |

### Classificação por pontos
| Classificação por pontos | Classificação por pontos | Classificação por pontos | Classificação por pontos | Classificação por pontos |
| Ciclista                 | Ciclista                 | Equipe                   | Pontos                   |                          |
| ------------------------ | ------------------------ | ------------------------ | ------------------------ | ------------------------ |
| 1.                       | Alejandro Valverde       | Movistar Team            | 85 pts                   |                          |
| 2.                       | Peter Sagan              | Bora-Hansgrohe           | 83 pts                   |                          |
| 3.                       | Elia Viviani             | Quick-Step Floors        | 66 pts                   |                          |
| 4.                       | Benjamin King            | Dimension Data           | 58 pts                   |                          |
| 5.                       | Danny van Poppel         | LottoNL-Jumbo            | 56 pts                   |                          |
| 6.                       | Alessandro De Marchi     | BMC Racing Team          | 53 pts                   |                          |
| 7.                       | Giacomo Nizzolo          | Trek-Segafredo           | 53 pts                   |                          |
| 8.                       | Michał Kwiatkowski       | Team Sky                 | 50 pts                   |                          |
| 9.                       | Bauke Mollema            | Trek-Segafredo           | 44 pts                   |                          |
| 10.                      | Ion Izagirre             | Bahrain-Merida           | 41 pts                   |                          |

### Classificação da montanha
| Classificação da montanha | Classificação da montanha | Classificação da montanha  | Classificação da montanha | Classificação da montanha |
| Ciclista                  | Ciclista                  | Equipe                     | Pontos                    |                           |
| ------------------------- | ------------------------- | -------------------------- | ------------------------- | ------------------------- |
| 1.                        | Luis Ángel Maté           | Cofidis, Solutions Crédits | 60 pts                    |                           |
| 2.                        | Benjamin King             | Dimension Data             | 33 pts                    |                           |
| 3.                        | Bauke Mollema             | Trek-Segafredo             | 30 pts                    |                           |
| 4.                        | Pierre Rolland            | EF Education First-Drapac  | 26 pts                    |                           |
| 5.                        | Thomas De Gendt           | Lotto-Soudal               | 10 pts                    |                           |
| 6.                        | Ben Gastauer              | AG2R La Mondiale           | 7 pts                     |                           |
| 7.                        | Alejandro Valverde        | Movistar Team              | 6 pts                     |                           |
| 8.                        | Alessandro De Marchi      | BMC Racing Team            | 6 pts                     |                           |
| 9.                        | Dylan Teuns               | BMC Racing Team            | 6 pts                     |                           |
| 10.                       | Nikita Stalnow            | Astana                     | 6 pts                     |                           |

### Classificação da combinada
| Classificação de combinados | Classificação de combinados | Classificação de combinados | Classificação de combinados | Classificação de combinados |
| Ciclista                    | Ciclista                    | Equipe                      | Pontos                      |                             |
| --------------------------- | --------------------------- | --------------------------- | --------------------------- | --------------------------- |
| 1.                          | Alejandro Valverde          | Movistar Team               | 10 pts                      |                             |
| 2.                          | Benjamin King               | Dimension Data              | 24 pts                      |                             |
| 3.                          | Miguel Ángel López          | Astana                      | 35 pts                      |                             |
| 4.                          | Bauke Mollema               | Trek-Segafredo              | 37 pts                      |                             |
| 5.                          | Simon Yates                 | Mitchelton-Scott            | 45 pts                      |                             |
| 6.                          | Nairo Quintana              | Movistar Team               | 47 pts                      |                             |
| 7.                          | Michał Kwiatkowski          | Team Sky                    | 47 pts                      |                             |
| 8.                          | Dylan Teuns                 | BMC Racing Team             | 70 pts                      |                             |
| 9.                          | Simon Clarke                | EF Education First-Drapac   | 82 pts                      |                             |
| 10.                         | Laurens De Plus             | Quick-Step Floors           | 85 pts                      |                             |

### Classificação por equipas
| Classificação por equipes | Classificação por equipes                | Classificação por equipes | Classificação por equipes |
| Equipe                    | Equipe                                   | Tempo                     |                           |
| ------------------------- | ---------------------------------------- | ------------------------- | ------------------------- |
| 1.                        | Lotto NL-Jumbo                           | 137h53m57s                |                           |
| 2.                        | Movistar Team                            | + 55s                     |                           |
| 3.                        | Bahrain-Merida                           | + 6m14s                   |                           |
| 4.                        | AG2R La Mondiale                         | + 7m30s                   |                           |
| 5.                        | Dimension Data                           | + 7m44s                   |                           |
| 6.                        | Sky                                      | + 13m48s                  |                           |
| 7.                        | Bora-Hansgrohe                           | + 17m11s                  |                           |
| 8.                        | EF Education First-Drapac p/b Cannondale | + 18m21s                  |                           |
| 9.                        | Astana                                   | + 31m33s                  |                           |
| 10.                       | Euskadi Basque Country-Murias            | + 36m04s                  |                           |

## Abandonos
- Alexis Gougeard, pé a terra e abandono em decorrência da etapa.
- Georg Preidler, pé a terra e abandono em decorrência da etapa.
- Nacer Bouhanni, pé a terra e abandono em decorrência da etapa.